# Mycetophila chandleri
Mycetophila chandleri är en tvåvingeart som beskrevs av Wu 1997. Mycetophila chandleri ingår i släktet Mycetophila och familjen svampmyggor. Inga underarter finns listade i Catalogue of Life.